# Maccabi Herclijja
Maccabi Herclijja (hebr.מועדון כדורגל מכבי הרצליה, Moadon Kaduregel Maccabi Herclijja) – izraelski klub piłkarski, grający obecnie w Liga Leumit, mający siedzibę w mieście Herclijja.

## Historia
Klub został założony w 1932 roku. Zespół jest częścią sportowych klubów zrzeszenia Maccabi. W 1978 awansował do Liga Arcit (wtedy drugi poziom rozgrywek ligowych). W sezonie 1980/81 klub zajął ostatnie miejsce i spadł do Liga Alef. W 1983 przeniósł się na Stadion Herclijja, na którym również występuje ich miejscowy rywal Hapoel Herclijja. Na początku lat 90. XX wieku klub powrócił do Liga Arcit, a w 1993 awansował do Liga Leumit (wtedy najwyższy poziom). Pod koniec lat 90. klub zajmował miejsca w dolnej części tabeli ratując się od spadku. Ale w pierwszym że sezonie 1999/2000 nowo utworzonej Premier Ligi zajął przedostatnie miejsce i spadł do niższej ligi. W sezonie 2005/06 klub zdobył mistrzostwo Liga Leumit i powrócił do Premier Ligi, jednak po dwóch sezonach w niej, zajął ostatnie miejsce w sezonie 2007/08 spadł do Liga Leumit.

## Sukcesy
- finalista Pucharu Izraela: 2004/05
- Toto Cup: 2007
- Liga Leumit: 2005/06